# Pauline Laulhe
 (avril 2023).
Si vous disposez d'ouvrages ou d'articles de référence ou si vous connaissez des sites web de qualité traitant du thème abordé ici, merci de compléter l'article en donnant les références utiles à sa vérifiabilité et en les liant à la section « Notes et références ».
Pour les articles homonymes, voir Laulhé.
Pauline Laulhe est une actrice française née en 1989.

## Biographie
Pauline Laulhe est née en 1989 à Strasbourg. Elle a d'abord effectué son collège à la Sainte-Anne au Neudorf. Elle a étudié le théâtre pendant deux ans au conservatoire de Strasbourg avant de s'installer à Paris pour suivre une formation de comédienne au studio Muller.

## Filmographie

### Cinéma
- 2015 : 108 Rois-Démons de Pascal Morelli : prince Duan
- 2010 : Une nuit avec elle d'Alexis Daire
- 2007 : La Goutte de Juliette Biry
- 2007 : La Petite de Lunjing Lu
- 2006 : Téma de Fernique

### Télévision
- 2012 : Clem de Joyce Buñuel : Nadia
- 2011 : Commissaire Magellan de Étienne Dhaene (série tv) : Aïssa Sarahoui
- 2009 : Plus belle la vie (série tv) : Morgane Moreau dans 29 épisodes[1]

## Théâtre
- 2011 : Les Fourberies de Scapin de Molière, Cie La Mesnie H., mise en scène Jacques Bachelier, Vingtième Théâtre, Paris
- 2010-2009 : Piège à clown, Cie Idionysiaque, mise en scène Thibaut Garçon
- 2009 : Témoins à charge de Jean-Pierre Siméon, mise en scène Laura Couturier, Théo Théâtre, Paris
- 2007-2006 : Richard III de Shakespeare, Cie La Mesnie H, mise en scène Jacques Bachelier : prince Édouard
- 2006-2005 : Le Mariage de Figaro de Beaumarchais, Cie La Mesnie H, mise en scène Jacques Bachelier : Fanchette